# 興業県
興業県（こうぎょう-けん）は、中華人民共和国広西チワン族自治区玉林市に位置する県。

## 行政区画
- 鎮:石南鎮、太平山鎮、葵陽鎮、城隍鎮、山心鎮、沙塘鎮、蒲塘鎮、北市鎮、竜安鎮、高峰鎮、小平山鎮、売酒鎮、洛陽鎮